# Fitna (Islam)
Der islamische Ausdruck Fitna bezeichnet schwere Zeiten, in denen vermehrt mit Glaubensspaltung und Glaubensabfall gerechnet werden kann.
Das arabische Wort فتنة / fitna (pl. fitan) taucht im Koran mehrmals auf in der Bedeutung „schwere Prüfung“ bzw. „Versuchung durch Gott“. Gemeint ist eine Prüfung oder Versuchung, die so schwer ist, dass der Glaube (insbesondere der „Glaubensschwachen“) gefährdet ist.
Eine andere Bedeutung, die in zahlreichen Hadithen aufscheint, kann mit „Aufruhr gegen die göttliche Ordnung“ umschrieben werden, im Sinne von Glaubensspaltung und Glaubensabfall. Als Fitna par excellence (oder „große Fitna“) gelten die als 1. Fitna bezeichneten Ereignisse rund um die Schlacht von Siffin 657 und die Herrschaft Muʿāwiyas I., insbesondere die Abspaltungen der Schiiten und Charidschiten. Seitdem bezeichnet Fitna auch Unruhen, Zwist bzw. Aufruhr in der islamischen Gemeinschaft, meist in Verbindung mit Sekten, die von der Mehrheit der Gläubigen (al-dschumla) abgefallen sind.

## Historisches

### Erste Fitna
656–661: Erster islamischer Bürgerkrieg. Längeres Ringen um das Kalifat nach dem Mord an Kalif Uthman ibn Affan (656).

### Zweite Fitna
680–692: Der zweite islamische Bürgerkrieg fällt in die frühe Phase der umayyadischen Kalifate und beginnt mit dem Tode des ersten umayyadischen Kalifen Muʿāwiya I. im Jahr 680. In diesem Bürgerkrieg kämpfen die umayyadischen Kalifen gegen Husain ibn ʿAlī, den Enkel des Propheten, sowie Abdallāh, den Sohn des Prophetengefährten  az-Zubair. Der Bürgerkrieg zwischen Damaskus (Umayyaden) und Mekka (Zubairiten) endet mit der Eroberung Mekkas durch den umayyadischen Kalifen Abd al-Malik bzw. dessen General al-Haddschadsch ibn Yusuf im Jahr 692.

### Dritte Fitna
744–750: Der dritte Bürgerkrieg brach unter den Umayyaden-Prinzen aus, der vorerst zur Thronbesteigung von Marwan II. führte. Die Unruhen des Bürgerkriegs aber ermöglichten den Ausbruch der sog. „Abbasidischen Revolution“, die 750 die Umayyaden besiegte und als herrschendes Haus des Kalifats durch die Abbasiden ersetzte.

### Vierte Fitna
809–827: Bürgerkrieg zwischen den Abbasiden um die Thronfolge Hārūn ar-Raschīds. Al-Ma'mun hatte seine Basis in Chorasan, während sein Bruder al-Amin in Bagdad residierte und von der Aristokratie der Hauptstadt unterstützt wurde. Ma'mun konnte sich 819 endgültig als Kalif durchsetzen, aber es dauerte bis 827, bis die westlichen Reichsteile wieder unter der Kontrolle der Regierung gebracht wurden.
Der Aufruhr der vierten Fitna brachte bei den Muslimen apokalyptische Erwartungen hervor. Ihre Vorhersagen über die Zukunft des Kalifats, kommende Kriege und das Ende der Welt wurden in die Form von Hadithen gekleidet. Sie haben in der umfangreichen Sammlung mit dem Titel Kitāb al-Fitan („Buch der Zwiste“) überlebt, die der Traditionist Nuʿaim ibn Hammād (gest. 844) in den 830er Jahren erstellte. Die hier gesammelten Hadithe haben das islamische Denken nachhaltig geprägt.

### Fitna in al-Andalus
Weiter wird eine Periode blutiger Palastrevolten und Bürgerkriege im al-Andalus der Umayyaden ebenfalls als Fitna bezeichnet. Diese Periode begann im August 1009 mit einer Rebellion des Umayyaden Muhammad II. al-Mahdi gegen den Kalifen Hischam II. und endete mit dem Untergang des Kalifats von Córdoba im November 1031.